# Fångade
Fångade (originaltitel: Ófærð) är en isländsk thrillerserie från 2015, skapad av Baltasar Kormákur. Huvudrollerna spelas av Ólafur Darri Ólafsson, Ilmur Kristjánsdóttir och Ingvar Eggert Sigurðsson.

## Handling
En styckad kropp hittas i vattnet utanför en liten stad på Island. Samtidigt blir staden helt isolerad på grund av en svår storm. Polisens brottsplatstekniker kan inte komma fram och det blir upp till den lokala polischefen att utreda mordet.